# 李伯芳
李伯芳（1533年—？），字廷實，號肖松，廣東韶州府英德縣人，民籍，明朝政治人物。

## 生平
嘉靖四十三年（1564年）甲子科廣東鄉試第十八名舉人。隆慶二年（1568年）中式戊辰科進士。历任两京刑部郎中，办事明慎。万历十年（1582年），接替陆通霄任福建兴化府知府一职，万历十二年由钱顺德接任。

## 家族
曾祖李覺緣；祖父李公瑛；父李文秀，母朱氏。具庆下。兄伯材。